# بنك التنمية للبلدان الأمريكية

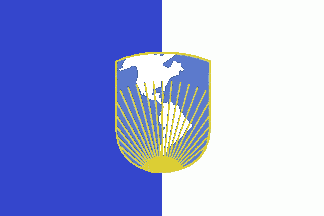
علم البنك.

بنك التنمية للبلدان الأمريكية هي أكبر مصدر تمويل التنمية في أمريكا اللاتينية ومنطقة البحر الكاريبي. أنشئت في عام 1959، البنك الإسلامي للتنمية يدعم أمريكا اللاتينية ومنطقة البحر الكاريبي التنمية الاقتصادية والتنمية الاجتماعية التكامل الإقليمي من خلال إقراض الحكومات والوكالات الحكومية، بما في ذلك الشركات التابعة للدولة. للبنك أربع لغات رسمية: الإنجليزية، الفرنسية، البرتغالية، الإسبانية. 

في أول عموم مؤتمر أمريكا في عام 1890، فكرة تطوير مؤسسة أمريكا اللاتينية كان أول من اقترح خلال أقرب الجهود الرامية إلى إنشاء منظومة البلدان الأمريكية. البنك الإسلامي أصبح حقيقة واقعة في إطار مبادرة الرئيس جوسيلينو كوبيتشيك البرازيل. البنك أنشئ رسميا في 8 أبريل عام 1959 عندما منظمة الدول الأمريكية صياغة بنود الاتفاق المنشئ لمصرف التنمية للبلدان الأمريكية.

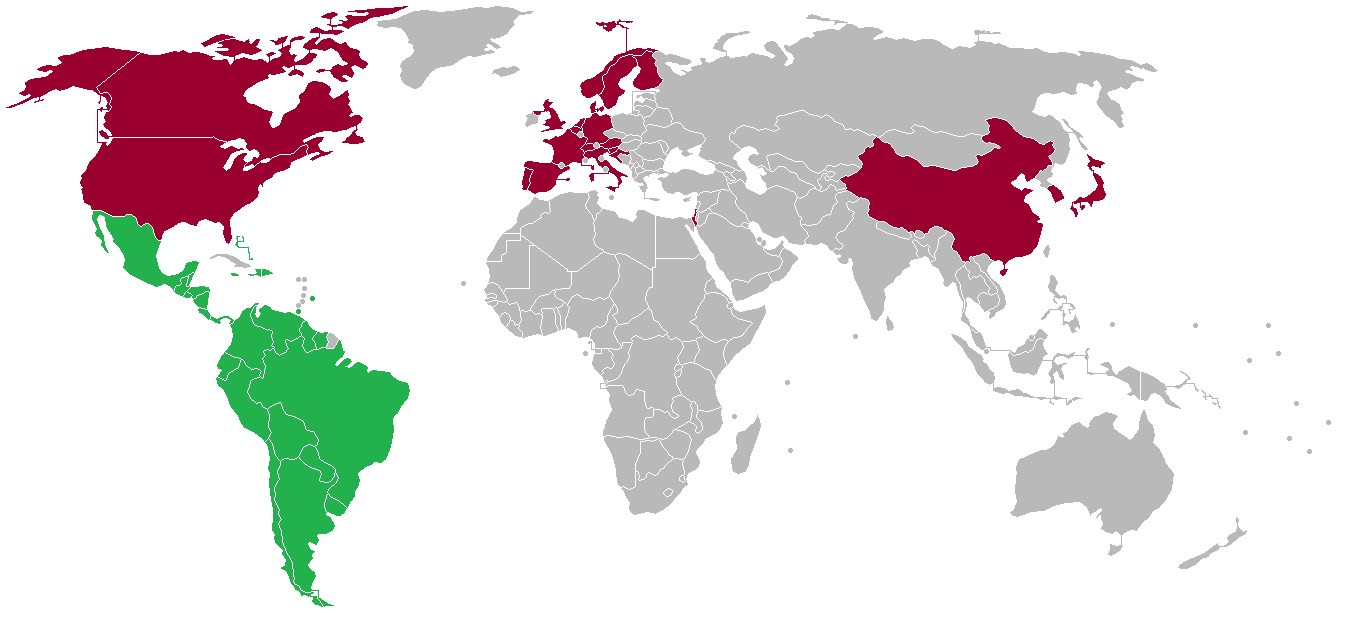
عضو مقترض بالأخضر، مقترض ليس عضوا بالأحمر

البنك مملوك بنسبة 48 الدول ذات السيادة التي هي المساهمين وأعضاء. فقط 26 الاقتراض البلدان قادرة على الحصول على قروض.
- الاقتراض: الأرجنتين، جزر البهاما، بربادوس، بليز، بوليفيا، البرازيل، تشيلي، كولومبيا، كوستاريكا، جمهورية الدومينيكان، الإكوادور، السلفادور، غواتيمالا، غيانا، هايتي، هندوراس، جامايكا، المكسيك، نيكاراغوا، بنما، باراغواي، بيرو، سورينام، ترينيداد وتوباغو، أوروغواي، فنزويلا
- غير الاقتراض: النمسا، بلجيكا، كندا، الصين، كرواتيا، الدنمارك، فنلندا، فرنسا، ألمانيا، إسرائيل، إيطاليا، اليابان، كوريا، هولندا، النرويج، البرتغال، سلوفينيا، اسبانيا، السويد، سويسرا، المملكة المتحدة، الولايات المتحدة.

## روابط خارجية
- بنك التنمية للبلدان الأمريكية على موقع الموسوعة البريطانية (الإنجليزية)
- الموقع الرسمي
- مؤسسة البلدان الأمريكية للاستثمار (الموقع الرسمي) نسخة محفوظة 29 فبراير 2020 على موقع واي باك مشين.
- صندوق الاستثمار متعدد الأطراف (الموقع الرسمي) نسخة محفوظة 5 نوفمبر 2017 على موقع واي باك مشين.
- YoGobierno.org (مشروع من قسم القدرات المؤسسية في IADB)